# AC Cars
A AC Cars Group Ltd. é uma empresa fabricante de automóveis britânica e uma das mais antigas marcas de carros fundadas na Grã-Bretanha.
Apesar de ter lançado alguns modelos icónicos, como o AC Cobra, a história da AC Cars é turbulenta com múltiplas falências, aquisições e descolação da produção.

## História

### Os primeiros anos
Os jovens irmãos Weller, que até então dedicavam-se à reparação de automóveis e motos, conceberam um automóvel que foi apresentado no Crystal Palace Motor Show de 1903: o 20hp Weller Touring Car.
Apesar de ter sido bem recebido pelos jornalistas, o principal financiador, um grande negociante de carne londrino, não aprovou a produção e preferiu que a produção se concentrasse num pequeno veículo comercial de 3 rodas: o Auto Carrier.

### Auto Carriers Ltd.
A empresa que se tinha denominado de Autocar and Accessories Ltd em 1904, altera a designação para Autocarriers, Lts (AC) em 1907, devido ao sucesso do seu pequeno veículo.
Em 1911, muda-se para Ferry Works, em Thames Ditton, Elmbridge, nos subúrbios de Londres. Esta seria a localização da AC durante os 70 anos seguintes.
A gama de produtos vai crescendo, surgindo o primeiro veículo de 4 rodas, o AC Ten.
A Grande Guerra vai obrigar a pequena empresa a suspender o produção automóvel e a ajudar no esforço de guerra produzindo equipamento bélico.
No pós-guerra, a AC lança uns modelos mais maduros: o AC 12 e o AC Six com motor de fabrico próprio, o Light Six. Este bloco sofreu várias evoluções até ao fim do seu fabrico, em 1963.

Em 1921, Selwyn Edge, um homem de negócios e piloto, adquire uma grande parte do capital da empresa. John Weller, fundador da empresa, demite-se em menos de um ano.

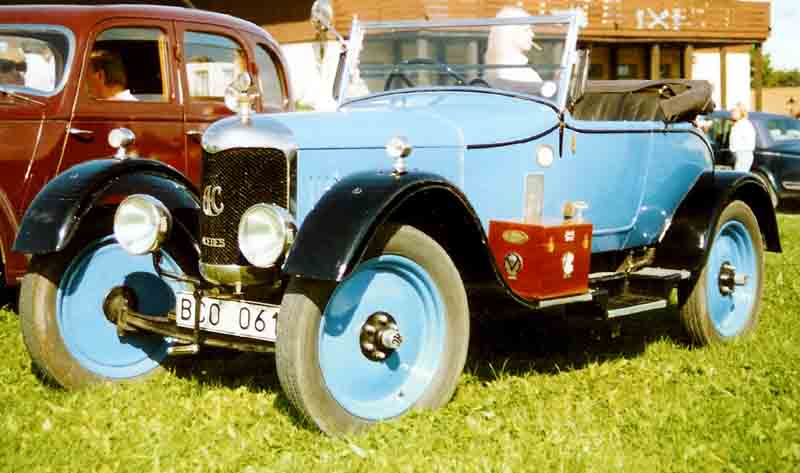
AC Royal Roadster 1924

### AC Cars Ltd.
Consolidada a compra, o nome muda para AC Cars Ltd.
Para a nova administração da AC, a promoção passava por envolver os seus modelos na competição e em estabelecer recordes.
Apesar do sucesso no mundo da competição, as vendas começaram a cair. Como muitas empresas de automóveis da época, não aguentaria a Grande Depressão e entra em liquidação.

### AC Acedes Ltd.
A produção é parada em 1929 e a empresa vendida à família Hurlock. Apesar de utilizar as instalações no seu negócio de comércio de automóveis e camiões, contratou os antigos funcionários para continuarem a fazer serviço de manutenção aos automóveis AC.

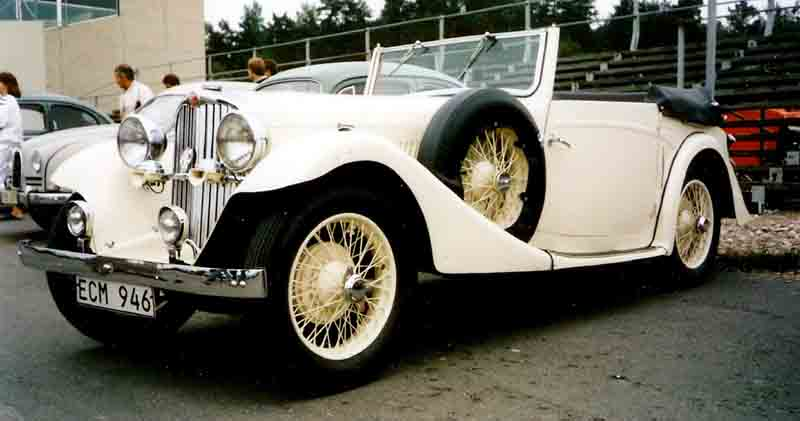
AC 16/70 Sports Drophead Coupé 1935

Um único automóvel foi produzido para William Hurlock em 1930. Em 1932, após um acordo de fornecimento de chassis com a Standard e várias alterações do modelo original, a AC estava de volta. A produção manteve-se com um ritmo baixo, somando pouco mais de 600 unidades entre 1932 e 1940.
Uma vez mais, em plena Segunda Guerra Mundial, a AC dedica-se exclusivamente ao esforço de guerra.

### AC Acedes Ltd. (pós-guerra)

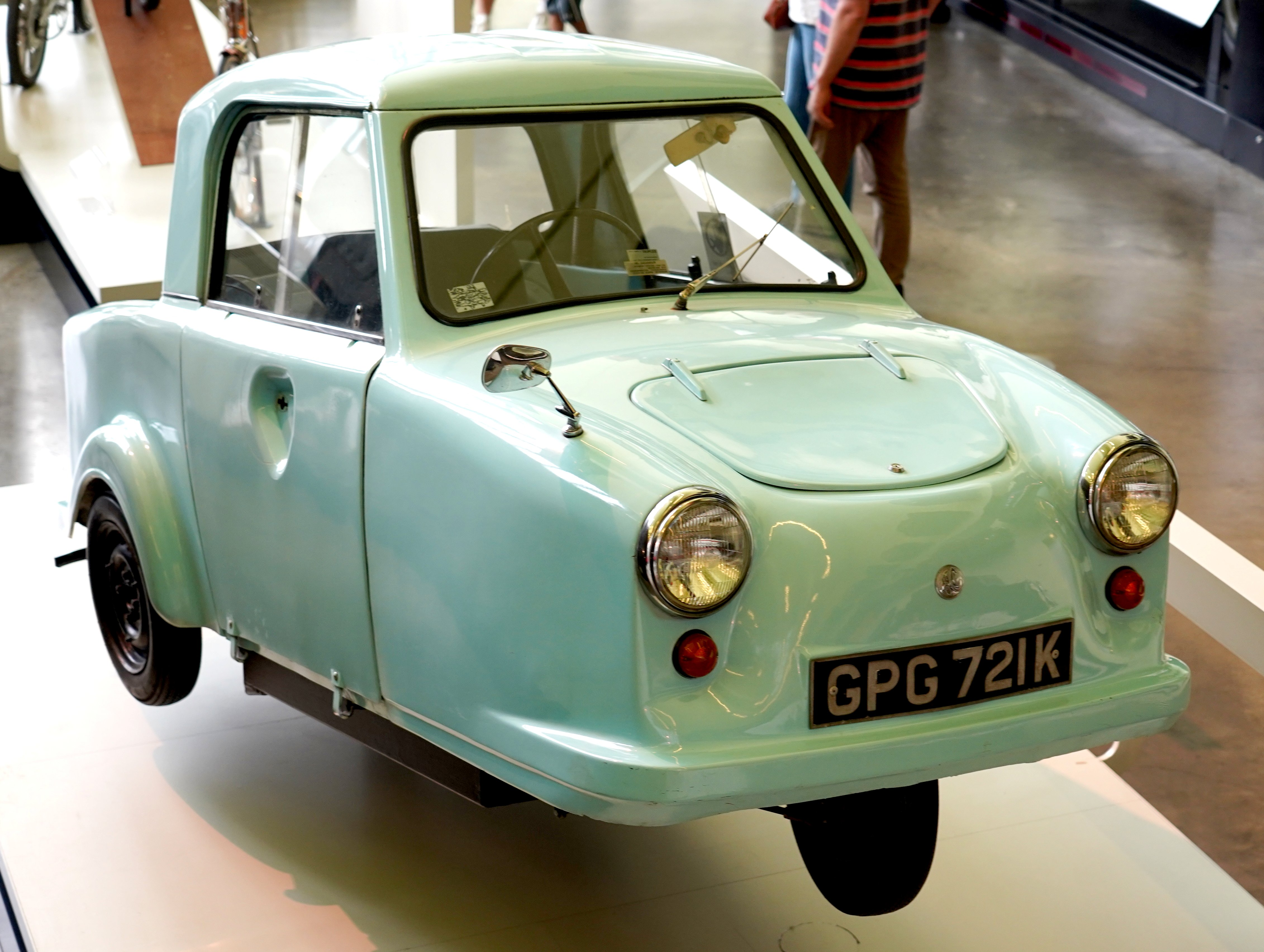
Invacar

No pós-guerra, a AC tenta diversificar a sua produção de forma a captar novas fontes de financiamento. Assegura um contrato com o governo britânico para o fabrico do Invacar, um pequeno veículo em fibra de vidro com motor de 2 tempos Steyr-Puch. O peculiar veículo foi fabricado até 1977.
Seguindo esta política de diversificação, fabricam comboios para a Southend Pier Railways, para a Colne Valley Raiway e para a British Rail, entre 1949 e 1958.
Dedicam-se ainda, ao fabrico de carros de golf.

Finalmente, em 1947, retomam a produção automóvel com o Ac 2-Litre. Em 1952, juntar-se-á o AC Petite, um microcarro de 3 rodas.

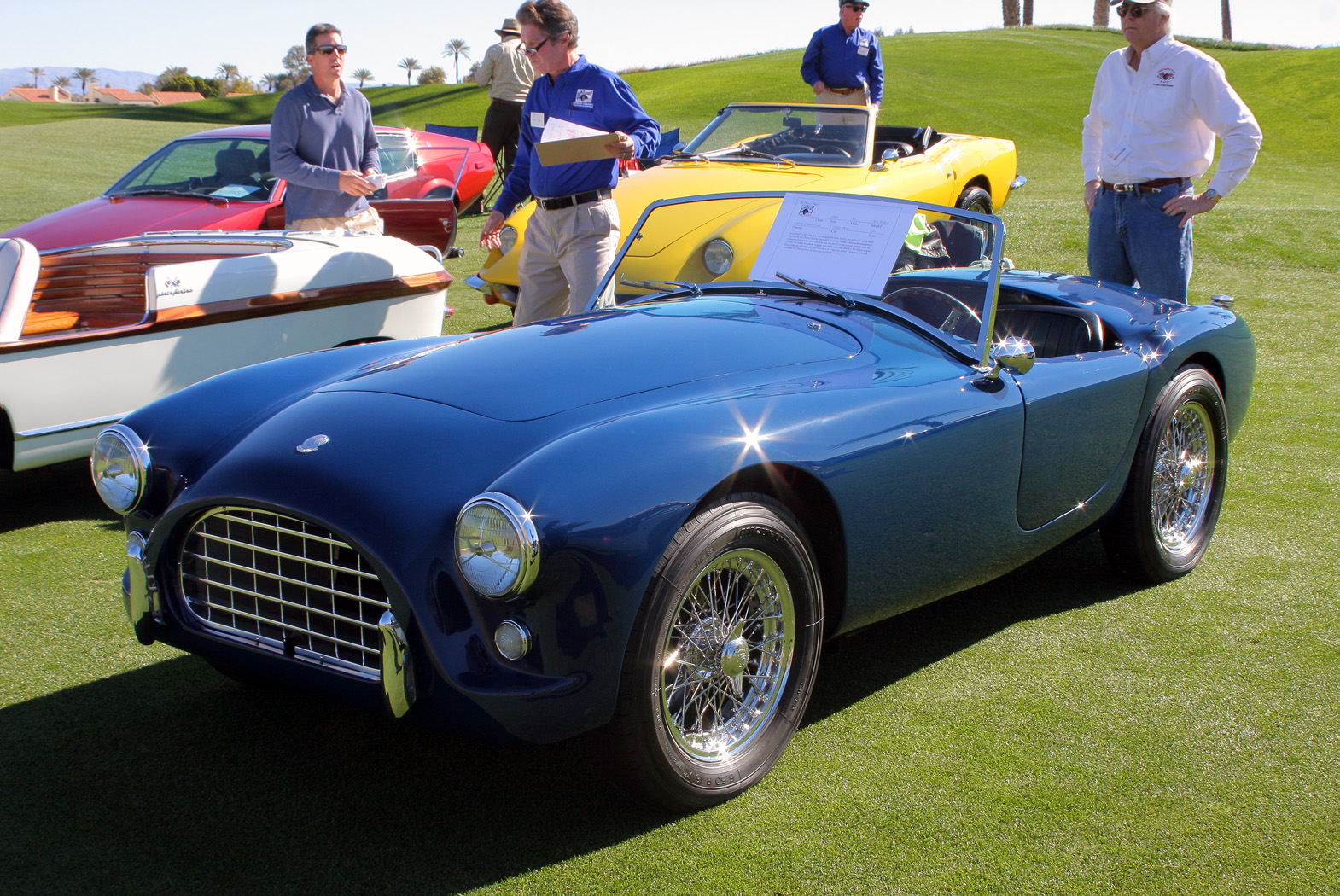
AC Ace 2-Seater Sports 1959

No Salão de Londres de 1953, surge o AC Ace desenhado por John Tojeiro e mais tarde, baseado no Ace, o AC Aceca. Este modelo sofre várias atualizações à medida que vai participando com sucesso em inúmeras competições na década de 50 e 60.

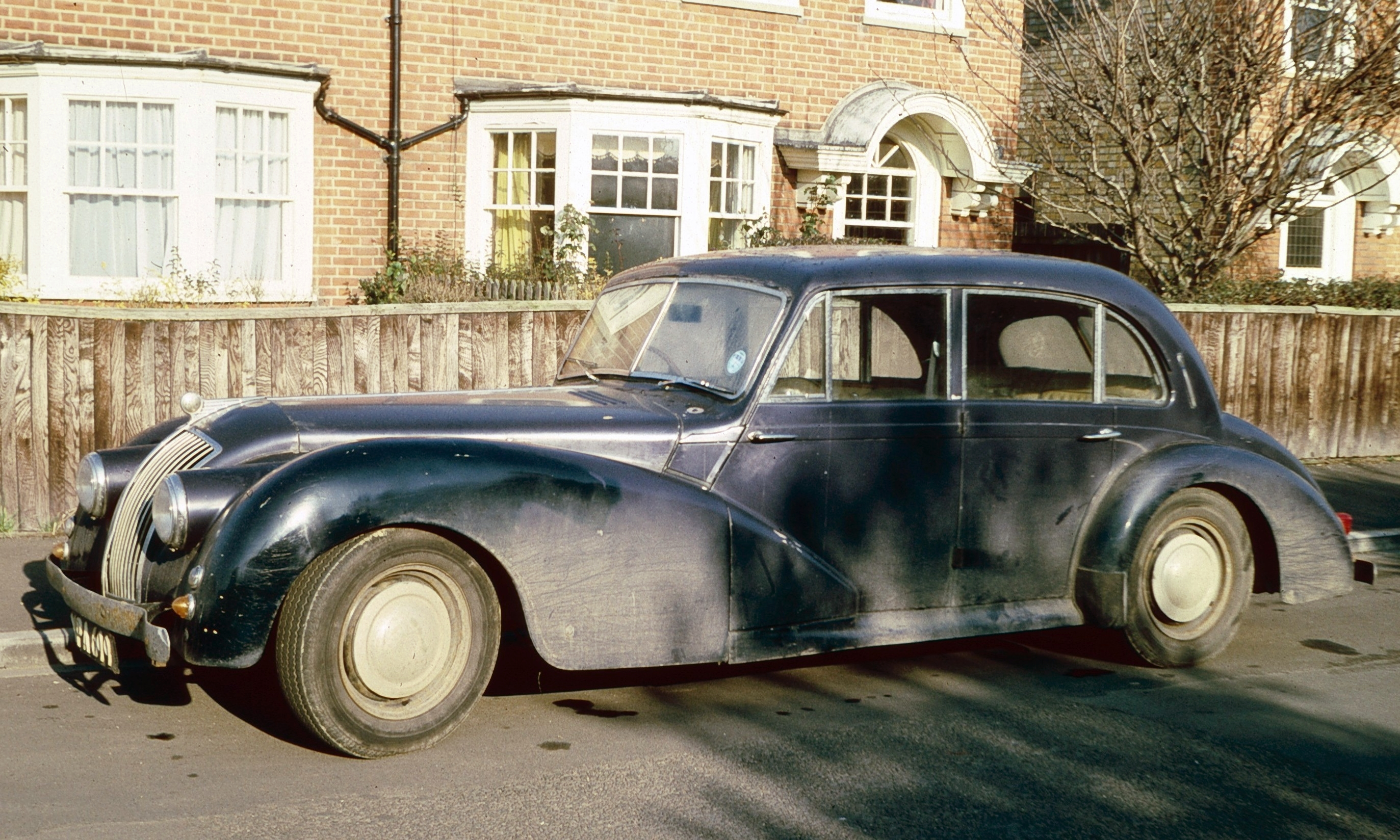
AC 2-Litre 1947-1956

Em 1961, Carroll Shelby, reparando no sucesso desportivo do AC Ace, aborda a AC para o desenvolvimento deste modelo com motores Ford. O objetivo de Shelby era competir ao Chevrolet Corvette nos EUA. Surge assim, o AC Cobra.
Na década de 60, a AC necessitava de um Gran Turismo. Contrata o designer e carroçador italiano Pietro Frua para desenvolver um apelativo GT. Surge em 1965, o AC 428 (ou AC Frua) desenvolvido a partir do chassis do AC Cobra 427 MkIII. No entanto, os custos de montagem em Itália e problemas de desenvolvimento, limitaram a produção deste modelo.
A década de 70, caracterizada pela estagnação económica e pela crise de petróleo, levantou sérios problemas para o mercado dos automóveis de luxo. A AC adquire os direitos de um protótipo desenvolvido por Peter Bohanna em 1972. Este protótipo é desenvolvido até chegar à fase de produção, apenas em 1978. Durante 6 anos, a AC Cars dedicou-se exclusivamente ao desenvolvimento deste protótipo até chegar à fase de produção, apenas em 1978. Com o fim do Frua, a AC fabricava apenas o Invacar.
Apesar das elevadas espectativas da AC, as vendas não correram como esperava. O comportamento do novo AC 3000ME foi duramente criticado pela comunicação social gerando publicidade negativa.
Depois de apenas 71 unidades vendidas, a AC suspendeu a produção em 1984.

### AC Scotland Plc

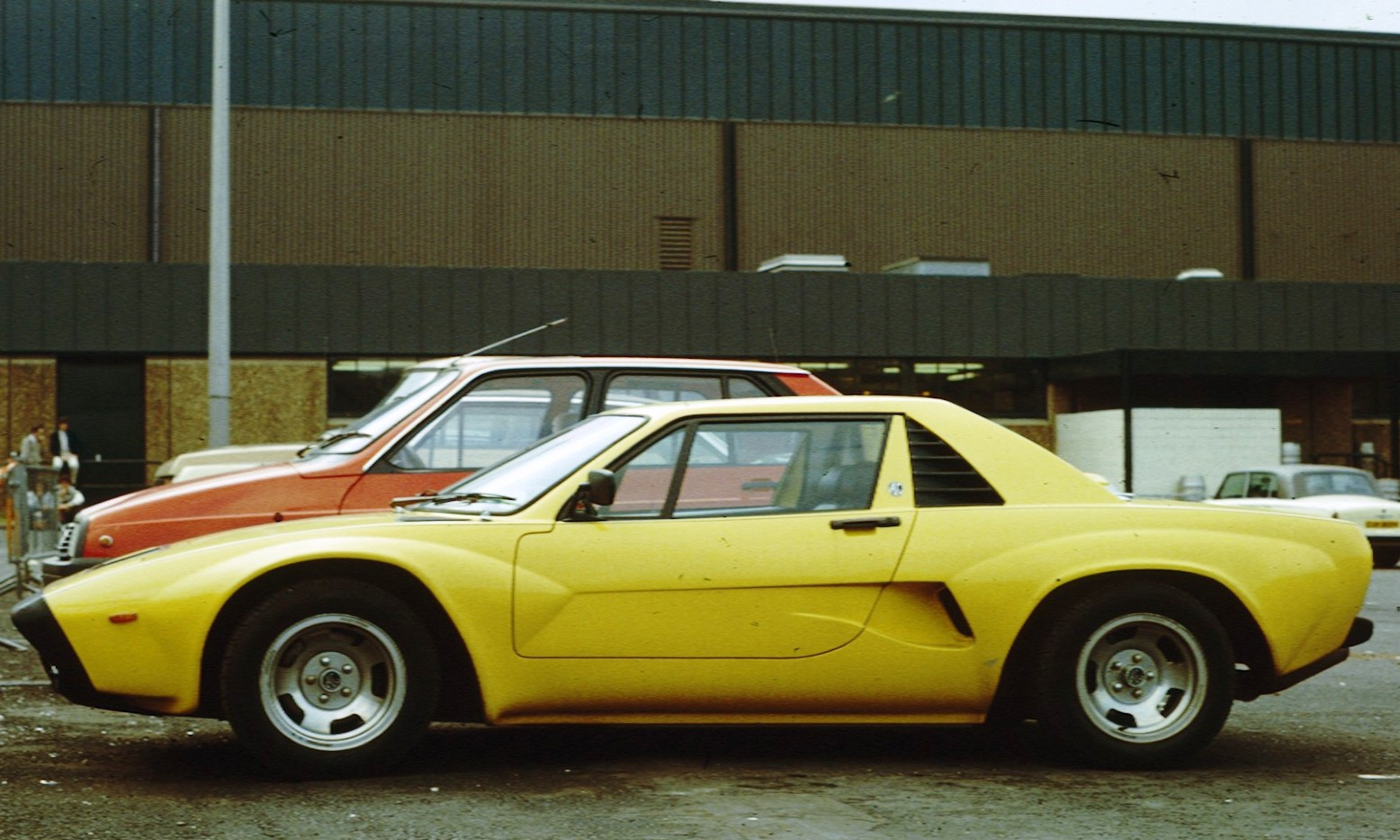
1979 AC 3000ME

Em 1984, David McDonald licencia a marca AC e inicia a produção do AC 3000ME em Glasgow, Escócia. Após 30 unidades produzidas, e um protótipo em fase final de desenvolvimento, a AC Scotland entra em falência.

### Autokraft
Em 1982, a Autokraft, uma oficina de restauro de Cobra, fornecimento de acesórios e contrutor de réplicas, comprou os moldes e equipamento de montagem de Thames Ditton. 
Assim, atualizou o AC Cobra, criando o Autokraft Cobra MkIV, um modelo preparado para as especificações do mercado norte-americano, fabricado nas suas instalações em Brooklands. 

Em 1986, após a falência da AC Scotland, adquire os direitos da marca e passa a designar o modelo em fabrico como AC Cobra MkIV. Efetua um acordo com a Ford, apesar da oposição da Aston Martin que recentemente tinha adquirido a Aston Martin, para o fornceimento de motores e componentes. 

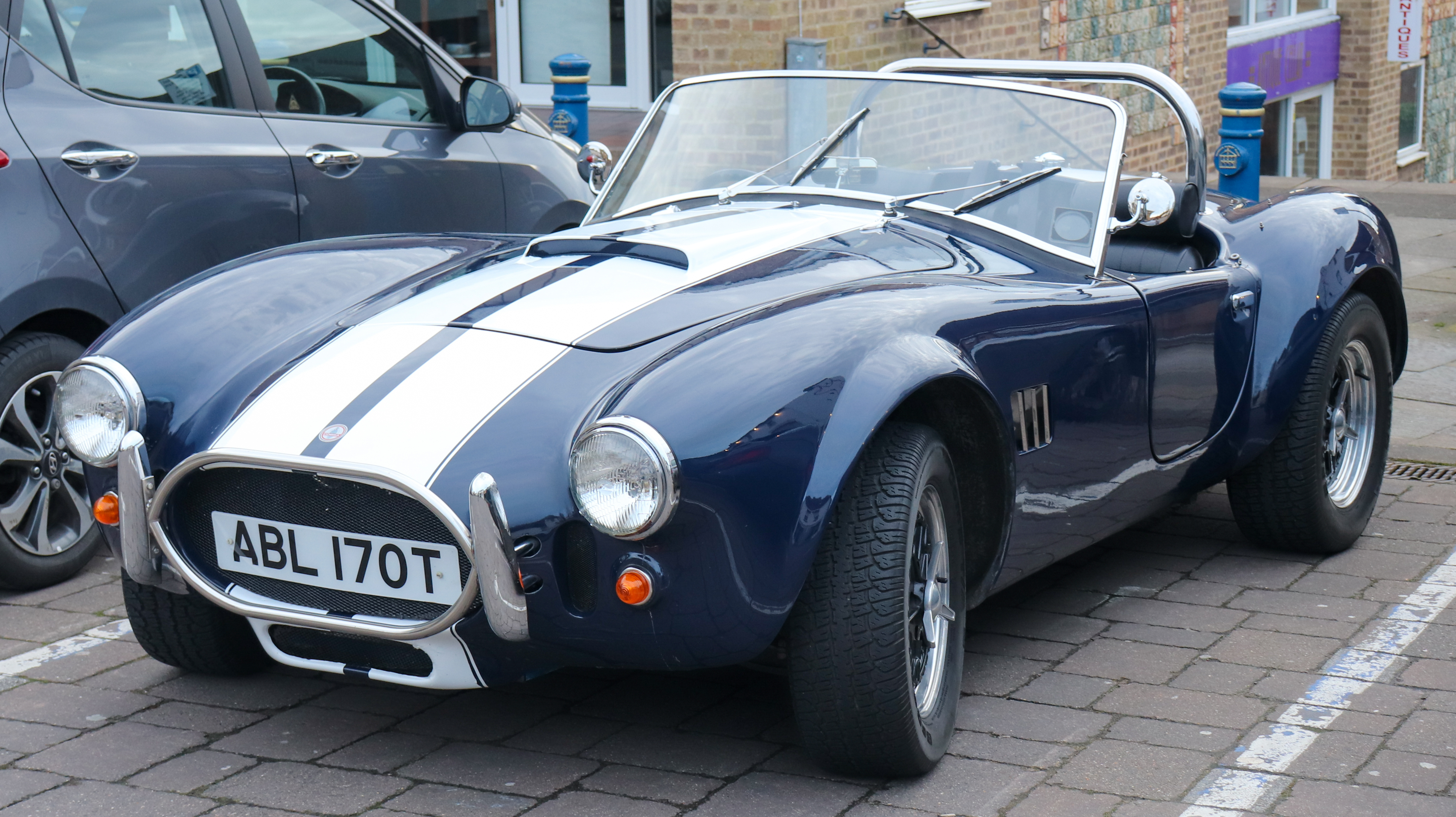
Cobra Replica

Este acordo permitiu o inicio do desenvolvimento de um novo desportivo moderno que foi lançado em 1993: o AC Brooklands Ace. 
No entanto, os custos de desenvolvimento e produção do novo modelo fizeram com que a Autokraft entrasse em liquidação em 1996.  

### AC Car Group Ltd.
Em Dezembro 1996, foi adquirida por Alan Lubinsky, um homem de negócios sul-africano, ganhando o nome de AC Car Group Ltd.
A nova empresa passou a utilizar chassis fabricados em África do Sul e carroçaria fabricada em Coventry, na montagem do Cobra MkIV, Ace e Aceca. Uma produção muito limitada manteve-se em Brooklands.

### AC Motor Holdings Ltd.
Em Agosto de 2002, a AC passa para uma empresa em Malta com a designação AC Motor Holdings.
Em 2003, a Carroll Shelby e a AC anunciam a criação em conjunto de autênticoas Shelby/AC Cobra. A produção inicia-se em 2004 na oficina de Frimley Works.
Ainda em 2004, a AC abre um novo centro de montagem em Malta para fabricar o Cobra MkV com a carroçaria em fibra de carbono. No entanto, devido a problemas no fabrico, as instalações são fechadas em 2007.

### Acedes Holdings LLC
Em Agosto de 2008, a AC muda novamente de mãos para a  Acedes Holdings LLC com sede em St Kitts.
Nesse mesmo ano, anuncia uma joint venture com a  Brooklands Motor Company (uma sucessora da Autokraft) para a continuação do fabrico do chassis tubular e carroçarias em alumínio.
Em 2009, anuncia outra joint venture para o fabrico do Cobra MkVI pela Gullwing, na Alemanha. Um acordo com a GM, assegura o fornceimento de motores, transmissões e outros componentes.
Em 2012, é apresentado o AC 378 Zagato, fabricado em África do Sul.

## Lista de Automóveis
- Autocarrier
- AC Sociable
- AC Ten
- AC 12 hp
- AC Six (16/40, 16/56 and 16/66)
- AC Six (16/60, 16/70, 16/80 and 16/90)
- AC Cars 2-Litre
- AC Petite
- AC Ace
- AC Aceca
- AC Greyhound
- AC Cobra 260/289/AC289
- AC Cobra
- AC Frua
- AC ME3000